# Amoebocyt
Een amoebocyt  is een beweeglijke cel die voorkomt in het lichaam van ongewervelde dieren, waaronder stekelhuidigen, weekdieren, manteldieren, sponzen, neteldieren en sommige chelicerata. Amoebocyten bewegen zich voort door middel van pseudopodia. Net als bij sommige witte bloedcellen van gewervelde dieren, zijn amoebocyten aanwezig in het bloed of lichaamsvocht en spelen ze een rol bij de verdediging tegen ziekteverwekkers. Afhankelijk van het type kan een amebocyt ook voedsel verteren, afval verwijderen en nutriënten transporteren.
Bij sponsdieren (Porifera) worden amoebocyten ook wel archeocyten genoemd. Archeocyten zijn cellen in het mesohyl (de geleiachtige matrix) die zich kunnen differentiëren in een van de meer gespecialiseerde celtypen van het dier. Als zodanig spelen ze ook een rol in de opbouw van skeletnaaldjes in het mesohyl.